# Europejska Akademia Certyfikacji Informatycznej
Program Europejskiej Akademii Certyfikacji Informatycznej (ang. European Information Technologies Certification Academy, EITCA) – międzynarodowy standard certyfikacji wiedzy i umiejętności w obszarze technologii informacyjno-komunikacyjnych zgodny z poziomem EQF 6 Europejskiej Ramy Kwalifikacji. Program jest rozwijany i zarządzany przez instytut EITCI - organizację non-profit z siedzibą w Brukseli, zapewniający certyfikację osobistej wiedzy i kompetencji w zakresie szerszych ukierunkowanych dziedzinowo obszarów ekspertyzy ICT, takich jak Grafika komputerowa, Bezpieczeństwo informatyczne itp. Programy EITCA, zwane Akademiami EITCA obejmują zestawy kilku do kilkunastu pojedynczych programów EITC pokrywających łącznie określony obszar kwalifikacji.

## Akademie EITCA
W czerwcu 2015 roku standard EITCA obejmował następujące Akademie:
| Oznaczenie kodowe | Pełna nazwa w języku angielskim                            | Nazwa w języku polskim                                   |
| ----------------- | ---------------------------------------------------------- | -------------------------------------------------------- |
| EITCA/BI          | EITCA Business Information Technologies Academy            | Akademia Informatyki Biznesowej                          |
| EITCA/CG          | EICTA Computer Graphics Academy                            | Akademia Grafiki Komputerowej                            |
| EITCA/EG          | EITCA e-Government Information Technologies Academy        | Akademia Technologii Informatycznych dla e-Administracji |
| EITCA/EL          | EITCA e-Learning Didactics Technologies Academy            | Akademia Technologii Nauczania e-Learning                |
| EITCA/IS          | EITCA Information Technogies Security Academy              | Akademia Bezpieczeństwa Informatycznego                  |
| EITCA/KC          | EITCA Information Technogies Key Competencies Academy      | Akademia Kluczowych Kompetencji IT                       |
| EITCA/TC          | EITCA Information Technogies Telework Competencies Academy | Akademia Kompetencji Informatycznych dla Telepracy       |